# Christian Schäfer (Handballspieler)
Christian Schäfer (* 29. August 1988) ist ein ehemaliger deutscher Handballspieler.

## Karriere
Schäfer begann das Handballspielen bei der HG Steinheim-Kleinbottwar und kam 2007 zur SG BBM Bietigheim. In seiner ersten Saison sollte er hauptsächlich für die 2. Mannschaft auflaufen, erhielt aber bereits 10 Einsätze bei der 1. Mannschaft in der 2. Bundesliga. 2014 stieg er mit Bietigheim in die 1. Bundesliga auf und nach einer Saison wieder ab. 2016 wurde er Torschützenkönig der 2. Bundesliga 2015/16 mit 281 Toren. 2018 gelang ihm erneut der Aufstieg mit Bietigheim in die 1. Bundesliga. Aber wieder stiegen sie nach nur einer Saison ab. 2021 wurde er erneut Torschützenkönig der 2. Bundesliga mit 234 Toren. Mit Bietigheim stieg er 2024 wieder in die 1. Bundesliga auf und wurde zudem zum MVP der Saison gewählt. Nach der Saison 2023/24 beendete er seine Karriere.
2016 bis 2020 war er Jugendkoordinator bei der SG BBM Bietigheim.